# I dag er det Oles fødselsdag
"I dag er det Oles fødselsdag" har gennem generationer været den mest populære fødselsdagssang i Danmark. Den blev skrevet af sanglærer Otto Mikkelsen (1868 – 1942) og første gang udgivet i 1913 i heftet Enstemmige Sange ved H.C.Jarløv og Andr. Sandberg, hvor den hedder "Fødselsdags-Sang" med førstelinjen "I Dag er det (Peters) Fødselsdag".
Den blev første gang indspillet i 1937 af operasangerinde Beth Kullman med Kai Julian og hans orkester. På B-siden var "Min Moder" med tekst fra engelsk og musik af Otto Mikkelsen.
I førsteudgivelsen var den sat i F-dur.
Fra Bo Bojesens hånd stammer den satiriske tegning "Satanisk vers" som en kommentar til et boligforlig i 1990 og hvor der på tegningen skrives "I dag er det fandens fødselsdag / uha, uha, uha".